# سلیکس هیل، استرالیای جنوبی
سلیکس هیل (به انگلیسی: Sellicks Hill) یک حومه شهر در استرالیا است که در استرالیای جنوبی واقع شده‌است.